# Alvin Langdon Coburn

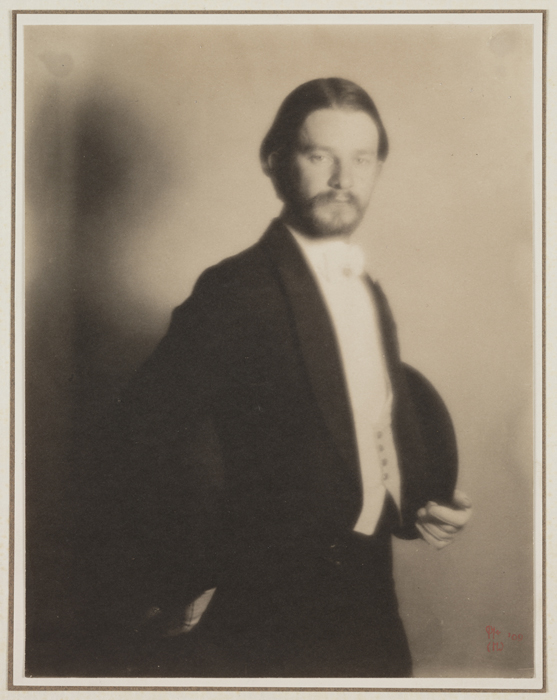
Alvin Langdon Coburn (1909)

Alvin Langdon Coburn (* 11. Juni 1882 in Boston, USA; † 23. November 1966, Rhos-on-Sea (Colwyn Bay) Nordwales, Großbritannien) war ein US-amerikanisch-britischer Fotograf, der als Schlüsselfigur des Piktorialismus gilt.

## Leben und Wirken
Alvin Langdon Coburn schuf in einer relativ kurzen Zeitspanne vom Beginn des 20. Jahrhunderts bis in die frühen 1920er Jahre ein umfangreiches Werk, das einen wichtigen Beitrag zur Entwicklung der künstlerischen Fotografie leistete.
Er wurde in eine gut situierte Familie hineingeboren. Er bekam 1890 im Alter von acht Jahren seine erste Kamera geschenkt und wurde von seinem Vetter Fred Holland Day in die Fotografie eingeführt. Seine erste Fotografie stellte er 1898 aus. 1902 wurde er Mitglied der von Alfred Stieglitz initiierten New Yorker Photo-Secession. In Stieglitz’ Zeitschrift Camera Work erschienen erstmals 1904 Fotografien von Coburn. Ebenso beeinflussten die amerikanische Berufsfotografin Gertrude Käsebier und die englische Künstlervereinigung Brotherhood of the Linked Ring sein Werk. Während seiner vielen Reisen entstanden Städte- und Landschaftsfotografien. Vor allem fotografierte er Personen des öffentlichen Lebens, insbesondere Schriftsteller (u. a. eine Portraitserie von George Bernard Shaw).

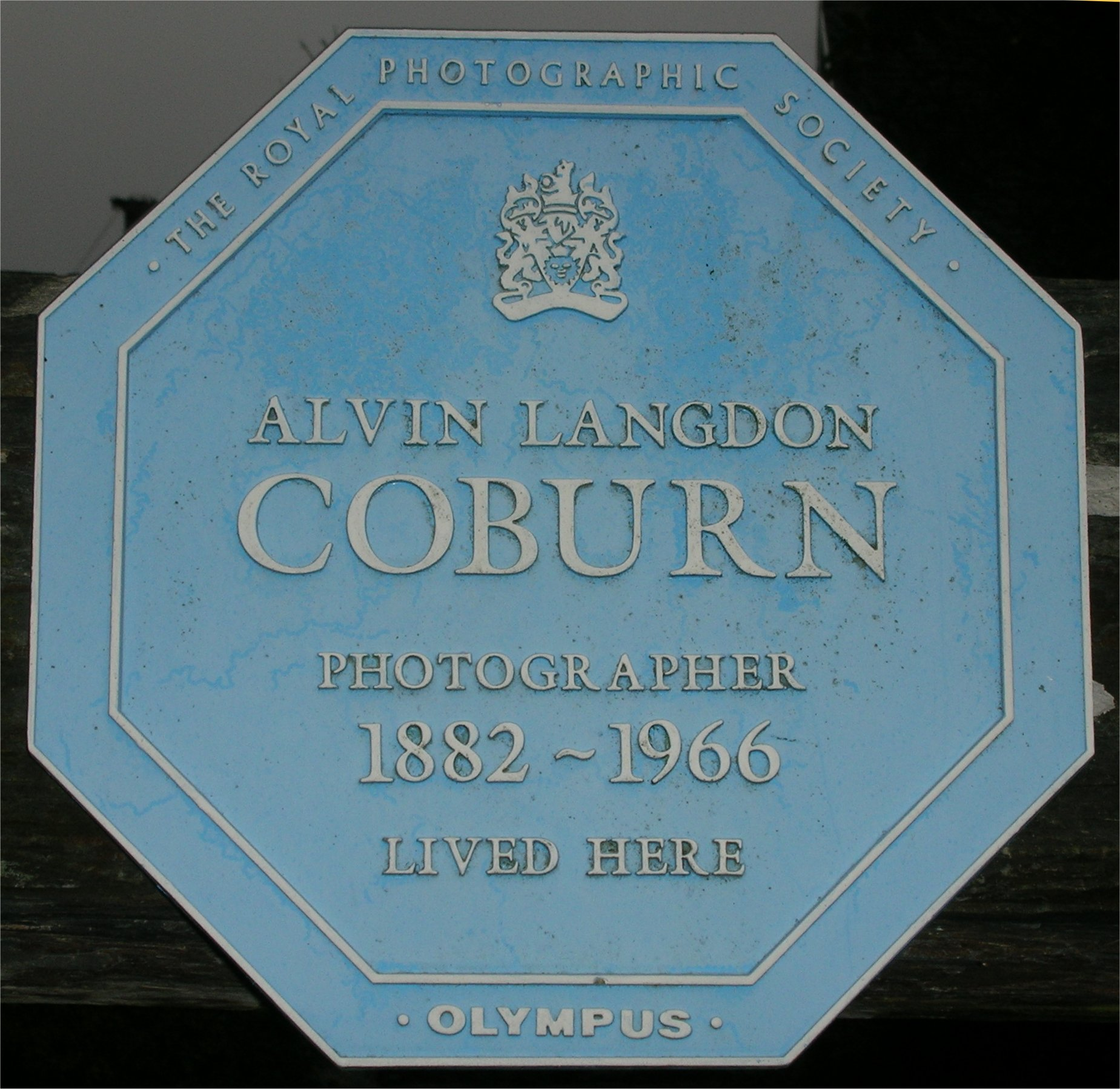
Blue Plaque für Alvin Langdon Coburn

1912 siedelte er nach England über, schloss sich – offenbar auch unter dem Einfluss des ihm freundschaftlich verbundenen Ezra Pound – den Vortizisten an, einer avantgardistischen Strömung der bildenden Kunst in England. In dieser Phase schuf Alvin Langdon Coburn abstrakte Fotografien, die er „Vortographien“ nannte. Technisch blieb für ihn das Verfahren der Fotogravüre bestimmend, eine Technik, die kennzeichnend war für die Strömung des Piktorialismus in der Fotografie.
In den 1960er Jahren übereignete A. L. Coburn seinen Bestand von rund 20.000 Fotografien und Negativen dem George Eastman House, New York.

## Bücher (Auswahl)
- 1909 London (Einleitung von Gilbert K. Chesterton)
- 1910 New York (Einleitung von H. G. Wells)
- 1913 Men of Mark
- 1925 Moor Park
- 1922 More Men of Mark